# Відносини Пакистан — Європейський Союз
Відносини Європейського Союзу та Пакистану — це міжнародні відносини між спільною зовнішньою політикою та торговими відносинами Європейського Союзу та Ісламської Республіки Пакистан.

## Торгівля
У 1976 році було підписано першу Угоду про комерційне співробітництво між Європейською Комісією та Пакистаном, а через 10 років підписана Угода про комерційне та співробітництво терміном на 5 років і з тих пір продовжувалась за мовчазною згодою.
Щоб посилити спроможність Пакистану щодо питань, пов’язаних зі Світовою торгівельною організацією (СОТ), у 2004 році була започаткована програма технічної допомоги, пов’язаної з торгівлею, з метою упорядкування процедур і процесів для сприяння торгівлі відповідно до норм і стандартів ЄС.
У травні 2007 року Європейський Союз і Пакистан створили «Підгрупу з торгівлі» в рамках Спільної комісії Пакистан-ЄС.
З січня 2014 року Пакистан скористався Загальною системою преференцій Plus (GSP+). GSP+ забезпечує повне скасування мит на понад 66% тарифних ліній ЄС.  Щоб отримати вигоду від GSP+, Пакистан має продемонструвати прогрес у реалізації 27 глобальних конвенцій , що стосуються належного управління, прав людини та праці та захисту навколишнього середовища.
ЄС є найбільшим експортним напрямком Пакистану. У 2019 році на ЄС припадало 33% зовнішньої торгівлі Пакистану з експортом Пакистану до ЄС і досяг 7,492 мільярда євро, що складається переважно з текстилю, а також медичного обладнання та виробів зі шкіри, тоді як експорт ЄС до Пакистану становив 5,545 мільярда євро (в основному механічне та електричне обладнання, а також хімічна та фармацевтична продукція.
29 квітня 2021 року Європейський парламент прийняв резолюцію, в якій вимагав від Пакистану захистити свободу релігійних меншин і висловив занепокоєння з приводу низки питань прав людини, а також попросив Комісію та Європейську службу зовнішніх дій (EEAS) переглянути преференційну торгівлю Пакистану (GSP+). статус. Члени парламенту, виступаючи під час дебатів на пленарному засіданні, посилалися на різні випадки, коли представники релігійних меншин були вбиті або ув’язнені в Пакистані за звинуваченнями у богохульстві, але також вказали на інші порушення прав людини, поширені в країні.

## Політична заангажованість
Дипломатичні відносини між Пакистаном і Європейським економічним співтовариством були встановлені в 1962 році. У 1985 році Європейська Комісія відкрила офіс в Ісламабаді, який через 3 роки був модернізований у Представництво Європейської Комісії, включаючи повний дипломатичний статус і главу делегації, акредитованого як Посол при Главі Держави Ісламської Республіки Пакистан.
Європейський Союз направляє Місію зі спостереження за виборами для моніторингу парламентських виборів у Пакистані у 2002, 2008, 2013 роках, а також Місію спостереження за виборами у 2016 та 2018 роках, щоб зміцнити демократичний процес. База даних Європейського Союзу щодо виборчої місії згадується за цим посиланням.
У грудні 2006 року Рада Європейського Союзу закликала Афганістан і Пакистан поглибити відносини та тісно співпрацювати, щоб подолати нестабільність у прикордонних районах, одночасно закликаючи Пакистан розвивати поточні зусилля для запобігання використання своєї території з боку Талібан.
Відносини ЄС і Пакистану вийшли на новий стратегічний рівень з Європейським Союзом – Пакистанський саміт, який відбувся 17 червня 2009 року. Цей саміт дозволив розглянути різні теми, як зміцнення партнерства ЄС-Пакистан, регіональна політична ситуація, глобальні проблеми та світова економіка.
1 грудня 2009 року, з набуттям чинності Лісабонського договору, представництво Європейської комісії, створене в Пакистані, стало «представництвом Європейського Союзу в Пакистані».
Щоб закласти основу для стратегічного діалогу, 4 червня 2010 р. відбувся другий саміт, на якому було сформовано партнерство заради миру та розвитку, що ґрунтується на спільних цінностях, принципах та зобов’язаннях.
Після рішень, прийнятих під час самітів Європейського Союзу та Пакистану 2009 та 2010 років, у 2012 році набув чинності П’ятирічний план взаємодії ЄС-Пакистан. Метою цього плану було «побудувати стратегічні відносини шляхом налагодження партнерства заради миру та розвитку на основі спільних цінностей, принципів та зобов’язань». Другим результатом самітів Європейського Союзу та Пакистану є стратегічний діалог ЄС-Пакистан, який відбувся в Ісламабаді в червні 2012 року. Високий представник Європейського Союзу із закордонних справ та політики безпеки/Віце-президент Європейської комісії (ВП/віцепрезидент) Кетрін Ештон очолила Сторону Європейського Союзу, а міністр закордонних справ Пакистану Хар представляв Пакистан. У березні 2014 року та в жовтні 2016 року відбулися два стратегічні діалоги ЄС-Пакистан.
Під час стратегічного діалогу 2016 року обидві сторони ще більше зміцнили свої відносини та домовилися замінити п’ятирічний план взаємодії ЄС-Пакистан Стратегічним планом взаємодії ЄС-Пакистан (SEP). У червні 2019 року в Брюсселі між ЄС та Пакистаном був підписаний SEP. Цей план базується на нормах міжнародного права, а також на Статуті Організації Об’єднаних Націй, на взаємній повазі, на довірі, а також на спільних інтересах. SEP включає такі традиційні сфери, як мир і безпека, демократія, верховенство права, належне врядування, права людини, міграція та мобільність, торгівля та інвестиції. Але вона також запровадила співробітництво в додаткових все більш важливих сферах, таких як енергетика, зміна клімату, зв’язок, освіта і культура, а також наука і технології.
Нинішній посол ЄС в Пакистані Андрулла Камінара з вересня 2019 року. Попередніми послами Європейського Союзу в Пакистані були Йоханнес Де Кок (січень 2011 - січень 2011), Ларс-Гуннар Вігемарк (з лютого 2011 по березень 2015), Жан-Франсуа Котен (з квітня 2015 по липень 2019).
Посол Пакистану, розміщений у Брюсселі, висвітлює ЄС, Бельгію та Люксембург. Першим послом Пакистану був пан Я. Рахім (квітень 1952 - 1953), другим - пан Хабібур Рахман (травень 1956 - грудень 1958). Після нього пан Ікбал Атар (березень 1959 – грудень 1961), пан А1бдур Рахман Хан (березень 1962 – грудень 1967), пан Ріаз Пірача (жовтень 1968 – жовтень 1970), пан М. Масуд (жовтень 1973 – вересень 1970). ), п. Камарул Іслам (грудень 1973 р. по січень 1979 р.), п. В. А. Джаффрі (з квітня 1979 р. по серпень 1984 р.), п. Махаді Масуд (жовтень 1984 р. по березень 1988 р.), п. Мунір Акрам (з червня 1981 р. по грудень 1988 р.) Пан Рафат Махді (серпень 1992 – лютий 1995), пан Ріаз М. Хан (квітень 1995 – липень 1998), пан С. К. Дехлаві (серпень 1998 – травень 2001), пан Шаукат Умер (липень 2002 – 2000 серпня) Пан Тарік Фатемі (вересень 2002 - липень 2004), пан М. Саїд Халіб (березень 2005 - червень 2008), пан Шафкат Саїд (жовтень 2008 - листопад 2009), пан Джаліл Аббас Джілані (грудень - вересень 2009), пан Мунавар Саїд Бхатті (жовтень 2012 – березень 2014), пані Нагмана Аламгір Хашмі (з квітня 2014 по липень 2019), а нинішнім послом Пакистану є пан Захір Аслам Джанджуа (з вересня 2019 року).

## Співпраця в розвитку
З початку співробітництва з Пакистаном у 1976 році Європейська комісія виділила понад 1300 мільйонів євро на проекти та програми. Протягом 1980-х років комісія розпочала комплекс проектів інфраструктурного та соціального розвитку, які були зосереджені на розвитку доріг, мостів, рибальської гавані, сільської електричної інфраструктури, тваринництва, освіти, професійної підготовки та інтегрованого розвитку сільської місцевості. У 1990-х роках Європейська комісія упорядкувала та консолідувала свій портфель та переорієнтувала свою діяльність на стратегічні інвестиційні програми соціального сектора, приділяючи більший акцент людському розвитку та екологічному управлінню відповідно до змін у державній політиці. Крім того, Європейська комісія надала підтримку невеликим операціям з неурядовими організаціями в таких сферах, як добробут населення, дитяча праця, отримання доходів, зниження попиту на ліки та здоров’я сільської місцевості.
Згідно з попереднім Стратегічним документом Європейської комісії (CSP) на 2002–2006 рр.  співробітництво Європейського Союзу в Пакистані було зосереджено на людському розвитку, зокрема на програмах базової освіти на провінційному рівні. На період 2002-2006 років спочатку було виділено 75 мільйонів євро на розвиток та економічне співробітництво. Додаткова підтримка Європейської Комісії Пакистану була надана після подій 2001 року на знак визнання ролі Пакистану як партнера в боротьбі з тероризмом, включаючи 50 мільйонів євро на реформу фінансових послуг та підтримку розвитку мікрофінансових МСП.
Відповідно до своєї політики екологічного співробітництва з 2001 по 2011 рік Європейський Союз вніс загалом 30 мільйонів євро на відновлення, управління та збереження природних ресурсів, охорону та збереження біорізноманіття, освіту та розбудову потенціалу шляхом сталого управління ресурсами із залученням місцевих громад. Основні цільові райони включали гірські райони Пенджаб і Хайбер-Пахтунхва (КП), які приносять користь понад 2 мільйонам людей. З 2011 по 2018 рік ЄС запустив 3 екологічні проекти за допомогою кількох зацікавлених сторін, таких як WWF, із загальним фінансуванням 2,659 мільйона євро. : «Розбудова потенціалу з адаптації до зміни клімату в прибережних районах Пакистану» (CCAP), «Зміцнення Пакистанської коаліції громадянського суспільства щодо зміни клімату (CSCCC)» і «Стратегічна екологічна оцінка (SEA)/Оцінка впливу на навколишнє середовище (EIA)» Програми розвитку сільських районів у Пакистані, які фінансуються ЄС».
Пакистан також є частиною програми «Горизонт 2020», яка є найбільшою програмою ЄС з досліджень та інновацій в історії Європейського Союзу. Науковий фонд Пакистану оголошено координаційною організацією для дослідження та інноваційної програми ЄС «Горизонт-2020» у Пакистані, і під керівництвом і політикою Міністерства науки і технологій буде координувати з ЄС реалізацію програми «Горизонт 2020».
Пакистан також отримує переваги від програми Erasmus+, яка є програмою ЄС для освіти, навчання, молоді та спорту на період 2014–2020 років. Програми фінансують академічну мобільність і дають студентам можливість навчатися в закордонній школі/університеті. Акція «Розбудова потенціалу вищої освіти» (CBHE) мала на меті модернізацію та реформування вищої освіти, покращення управління та побудову відносин між підприємствами та вищими навчальними закладами.
Пріоритети співпраці ЄС з Пакистаном визначені в Багаторічній індикативній програмі (MIP) на період 2014–2020 рр., яка зосереджена на наданні довгострокової підтримки розвитку сільських районів, освіти та управління. Через MIP ЄС робить внесок у розвиток сільських районів, системи освіти та навчання, гуманітарну допомогу та зміцнює демократію в Пакистані.
Однією з найбільших програм, що фінансуються ЄС протягом цього періоду фінансування (2015–2021 рр.), є Рада Союзу Сінду та підтримка економічного зміцнення спільноти (SUCCES). Цей проект має на меті дати можливість уряду Сінда підтримувати та підтримувати ініціативи розвитку, керовані самими громадами в провінції. Прагнучи зменшити бідність у 8 районах провінції Сінд, це сприятиме розширенню прав і можливостей жінок і допоможе їм ефективніше взаємодіяти з місцевою владою. Метою програми УСПІХ є підвищення рівня та диверсифікація джерел доходу для цільових громад та домогосподарств.

## Гуманітарна допомога
Землетрус 8 жовтня 2005 року мав руйнівний вплив на північні райони Пакистану, зокрема на Азад Джамму і Кашмір і Північно-Західну прикордонну провінцію. У відповідь на це лихо Комісія запропонувала пакет допомоги у розмірі 93,6 мільйона євро, який складається як із гуманітарної допомоги (43,6 мільйонів євро), так і з підтримки реконструкції (50 мільйонів євро) для зобов’язань у 2005 році. Значна допомога була також надана за іншими тематичними бюджетними статтями, зокрема для афганських біженців у Пакистані та посухи.
У 2010 році Пакистан постраждав від великих повеней, і понад 20 мільйонів пакистанців постраждали від цих повеней. Щоб допомогти Пакистану, Європейський Союз профінансував 150 мільярдів євро у 2010 році та 92,5 мільярда євро у 2011 році від Генерального директорату Європейського управління цивільного захисту та операцій з гуманітарної допомоги (DG ECHO). Включно з повені, ЄС також допомагав Пакистану для постраждалих як внутрішньо переміщених осіб (ВПО) та біженців.